# Министерство внутренних дел Черногории
Министерство внутренних дел и государственной администрации Черногории отвечает за состояние безопасности в стране, правоохранительные органы, борьбу с терроризмом, борьбу с коррупцией, наркотиками и стихийными бедствиями. Министерство также отвечает за выдачу паспортов и личных карточек идентификации для своих граждан.
Министр с 2022 года — Филип Аджич.